# Belomys pearsoni
Belomys pearsoni är en gnagare i släktgruppen flygekorrar och den enda arten i sitt släkte. Den beskrevs först av Gray 1842.

## Beskrivning
Utbredningsområdet sträcker sig från östra Himalaya över Sydostasiens och södra Kinas bergstrakter till Thailand. Trots denna jämförelsevis stora utbredning är beståndet inte sammanhängande. Arten hittas även på Taiwan. Populationerna är liksom öar fördelade över nämnda region. Bergstrakternas toppar ligger mellan 1 500 och 2 400 meter över havet och dalgångarna vid 500 meter över havet eller högre.
Pälsens färg är på ovansidan rödbrun och på buken vitaktig. Kännetecknande är långa hår på fötterna som även täcker klorna. Håren skyddar foten för kyla och hetta. Ovansidans hår är svarta nära roten och ljusbruna eller rödbruna vid spetsen vad som ger ett spräckligt utseende. På flygmembranens topp är den svarta andelen tydligare vad som göt utseendet mörkare. Den ljusa buken kan ha en röd skugga. Typiskt är dessutom tofsar vid öronen och en vit fläck bakom varje öra. Kroppslängden (huvud och bål) är 13 till 26 centimeter och därtill kommer en 10,2 till 16 centimeter lång svans. Arten väger cirka 217 g.
Djurets närmaste släkting är Trogopterus xanthipes och vissa zoologer räknar båda arter till släktet Trogopterus.
Födan utgörs av blad, frukter och barr.
IUCN kategoriserar arten globalt som otillräckligt studerad. Inga underarter finns listade i Catalogue of Life. Wilson & Reeder (2005) skiljer mellan två underarter.